# Eubordeta accrita
Eubordeta accrita är en fjärilsart som beskrevs av James John Joicey och Talbot 1916. Eubordeta accrita ingår i släktet Eubordeta och familjen mätare. Inga underarter finns listade i Catalogue of Life.